# Дыдымкин
Дыды́мкин — хутор в Курском районе (муниципальном округе) Ставропольского края России.

## Варианты названия
- Дыдымкин (конзавод № 58),
- Дыдышкин[3].

## География
Расстояние до краевого центра: 378 км.
Расстояние до районного центра: 41 км.

## История
Во время Великой Отечественной войны осенью и зимой 1942 года окрестности хутора Дыдымкина стали местами ожесточённых боёв между немецко-фашистскими войсками и Красной Армией.
До 16 марта 2020 года Дыдымкин входил в состав сельского поселения Полтавский сельсовет.

## Население
| 1989 | 2002  | 2010  | 2021  |
| ---- | ----- | ----- | ----- |
| 725  | ↗1775 | ↗2925 | ↘1727 |

Резкий прирост населения Дыдымкина после 2002 года произошёл за счёт появления в населённом пункте исправительной колонии № 6. Большая часть постоянных жителей — сотрудники колонии и члены их семей, остальное население — заключённые.
По данным переписи 2002 года в национальной структуре населения преобладают русские (63 %).

## Инфраструктура
Медицинскую помощь оказывает фельдшерский пункт.
В Дыдымкине насчитывается 7 улиц: Комсомольская, Ленина, Майская, Нургалиева, Степная, Строителей, Тивилева.
На территории хутора расположены: исправительная колония № 6, профессиональное училище № 204 ФСИН, база материально-технического и военного снабжения Федеральной службы исполнения наказаний.

## Образование
- Детский сад № 7 «Василёк»
- Средняя общеобразовательная школа № 15
- Вечерняя (сменная) общеобразовательная школа

## Религия
- Храм Святителя Василия Великого на территории исправительной колонии
- Часовня над воинским захоронением (служба только 9 мая)[16], освящена в 1995 году[17]

## Памятники
- Памятник советским воинам, погибшим в годы Великой Отечественной войны 1941—1945 гг. 1945 год[18]
- Братская могила 8500 советских воинов, погибших в 1942 г. в боях под г. Моздок[19]

## Кладбище
В 1 км к северо-востоку от хутора расположено общественное открытое кладбище площадью 7,5 тыс. м².